# 24 ur Le Mansa 1951
24 ur Le Mansa 1951 je bila devetnajsta vzdržljivostna dirka 24 ur Le Mansa. Potekala je 22. in 23. junija 1951.

## Rezultati

### Uvrščeni
| Poz | Razred | Št | Moštvo                        | Dirkači                             | Šasija                           | Motor                | Krogi |
| --- | ------ | -- | ----------------------------- | ----------------------------------- | -------------------------------- | -------------------- | ----- |
| 1   | S 5.0  | 20 | Peter Walker                  | Peter Walker Peter Whitehead        | Jaguar XK-120C                   | Jaguar 3.4L I6       | 267   |
| 2   | S 5.0  | 9  | Pierre Meyrat                 | Pierre Meyrat Guy Mairesse          | Talbot-Lago T26 GS               | Talbot-Lago 4.5L I6  | 258   |
| 3   | S 3.0  | 26 | Aston Martin Ltd.             | Lance Macklin Eric Thompson         | Aston Martin DB2                 | Aston Martin 2.6L I6 | 257   |
| 4   | S 5.0  | 10 | Pierre Levegh                 | Pierre Levegh René Marchand         | Talbot-Lago Monoplace Decalee    | Talbot-Lago 4.5L I6  | 256   |
| 5   | S 3.0  | 25 | Aston Martin Ltd.             | George Abecassis Brian Shawe-Taylor | Aston Martin DB2                 | Aston Martin 2.6L I6 | 255   |
| 6   | S 5.0  | 19 | Donald Healey Motor Company   | Tony Rolt Duncan Hamilton           | Nash-Healey Sport Coupe          | Nash 3.8L V8         | 255   |
| 7   | S 3.0  | 24 | Aston Martin Ltd.             | Reg Parnell David Hampshire         | Aston Martin DB2                 | Aston Martin 2.6L I6 | 252   |
| 8   | S 5.0  | 15 | Luigi Chinetti                | Luigi Chinetti Jean Lucas           | Ferrari 340 America Barchetta    | Ferrari 4.1L V12     | 246   |
| 9   | S 3.0  | 29 | Norbert Jean Mahé             | Norbert Jean Mahé Jacques Péron     | Ferrari 212 Export               | Ferrari 2.6L V12     | 244   |
| 10  | S 3.0  | 28 | N.H. Mann                     | Nigel Mann Mortimer Morris-Goodall  | Aston Martin DB2                 | Aston Martin 2.6L I6 | 236   |
| 11  | S 3.0  | 21 | Robert Lawrie                 | Robert Lawrie Ivan Waller           | Jaguar XK-120C                   | Jaguar 3.4L I6       | 236   |
| 12  | S 2.0  | 33 | Scuderia Ambrosiana           | Don Giovanni Lurani Giovanni Bracco | Lancia Aurelia B20 GT            | Lancia 2.0L V6       | 235   |
| 13  | S 3.0  | 27 | P.T.C. Clark                  | Peter Clark James Scott-Douglas     | Aston Martin DB2                 | Aston Martin 2.6L I6 | 233   |
| 14  | S 2.0  | 35 | Automobiles Frazer Nash Ltd.  | Eric Winterbottom John Marshall     | Frazer Nash Le Mans Replica      | Bristol 2.0L I6      | 232   |
| 15  | S 2.0  | 32 | Luigi Chinetti                | Yvonne Simon Betty Haig             | Ferrari 166MM Berlinetta         | Ferrari 2.0L V12     | 231   |
| 16  | S 3.0  | 31 | Charles Moran Jr.             | Charles Moran Jr. Franco Cornacchia | Ferrari 212 Export               | Ferrari 2.6L V12     | 227   |
| 17  | S 5.0  | 11 | André Chambas                 | André Morel André Chambas           | Talbot-Lago Gran Sport Barchetta | Talbot-Lago 4.5L I6  | 226   |
| 18  | S 8.0  | 4  | Briggs Cunningham             | Phil Walters John Fitch             | Cunningham C2-R                  | Chrysler 5.5L V8     | 223   |
| 19  | S 2.0  | 34 | M.P. Trevelyan                | Richard Stoop Peter Wilson          | Frazer Nash Mille Miglia         | Bristol 2.0L I6      | 217   |
| 20  | S 1.1  | 46 | Porsche KG                    | Auguste Veuillet Edmond Mouche      | Porsche 356/4 SL Coupe           | Porsche 1.1L Flat-4  | 210   |
| 21  | S 1.1  | 48 | Automobiles Deutsch et Bonnet | René Bonnet Elie Bayol              | DB                               | Panhard 0.9L Flat-2  | 206   |
| 22  | S 5.0  | 14 | H.S.F. Hay                    | H.S.F. Hay Tommy Clarke             | Bentley Corniche                 | Bentley 4.3L I6      | 204   |
| 23  | S 1.5  | 66 | Marcel Becquart               | Marcel Becquart Gordon Wilkins      | Jowett Jupiter R1 (Prototype)    | Jowett 1.5L Flat-4   | 203   |
| 24  | S 750  | 50 | Team Renault                  | Francois Landon André Briat         | Renault 4CV                      | Renault 0.7L I4      | 197   |
| 25  | S 750  | 60 | Ets. Monopole                 | Jean de Montrémy Jean Hémard        | Monopole X84                     | Panhard 0.6L FLat-2  | 194   |
| 26  | S 750  | 61 | Raymond Gaillard              | Raymond Gaillard Pierre Chancel     | Panhard Dyna X84                 | Panhard 0.6L Flat-2  | 190   |
| 27  | S 750  | 54 | Jacques Lecat                 | Jacques Lecat Henri Senftleben      | Renault 4CV                      | Renault 0.7L I4      | 184   |
| 28  | S 750  | 58 | Auguste Lachaize              | Jean-Paul Colas Robert Schollmann   | Callista RAN D120                | Panhard 0.6L Flat-2  | 183   |
| 29  | S 750  | 53 | Just-Emile Vernet             | Just-Emile Vernet Jean Pairard      | Renault 4CV                      | Renault 0.7L I4      | 181   |
| 30  | S 750  | 56 | Automobiles Deutsch et Bonnet | Michel Arnaud Louis Pons            | DB                               | Panhard 0.6L Flat-2  | 179   |

### Odstopi
| Poz | Razred | Št | Moštvo                            | Dirkači                              | Šasija                             | Motor                      | Krogi |
| --- | ------ | -- | --------------------------------- | ------------------------------------ | ---------------------------------- | -------------------------- | ----- |
| 31  | S 8.0  | 2  | S.H. Allard                       | Peter Reece Alfred Hitchings         | Allard J2                          | Cadillac 5.4L V8           | ?     |
| 32  | S 750  | 51 | Team Renault                      | Jean-Louis Rosier Jean Estager       | Renault 4CV                        | Renault 0.7L I4            | 194   |
| 33  | S 750  | 57 | Louis Eggen                       | Louis Eggen André Beaulieux          | DB                                 | Panhard 0.7L Flat-2        | 184   |
| 34  | S 750  | 52 | Team Renault                      | Jean Sandt Paul Moser                | Renault 4CV                        | Renault 0.7L I4            | 177   |
| 35  | S 8.0  | 1  | S.H. Allard                       | Sidney Allard Tom Cole Jr.           | Allard J2                          | Cadillac 5.4L V8           | 134   |
| 36  | S 1.1  | 45 | Roger Caron                       | Roger Caron André Guillard           | Simca Huit Sport                   | Simca 1.1L I4              | 133   |
| 37  | S 5.0  | 17 | Bill Spear                        | William Spear Johnny Claes           | Ferrari 340 America Barchetta      | Ferrari 4.1L V12           | 132   |
| 38  | S 1.5  | 37 | Equipe Gordini                    | Pierre Veyron Georges Monneret       | Simca-Gordini T15S                 | Gordini 1.5L I4            | 130   |
| 39  | S 5.0  | 7  | Henri Louveau                     | José Froilán González Onofre Marimon | Talbot-Lago T26 GS                 | Talbot-Lago 4.5L I6        | 128   |
| 40  | S 5.0  | 18 | E.R. Hall                         | Eddie Hall Giuseppe Navone           | Ferrari 340 America Barchetta      | Ferrari 4.1L V12           | 125   |
| 41  | S 8.0  | 5  | Briggs Cunningham                 | George Rand Fred Wacker Jr.          | Cunningham C2-R                    | Chrysler 5.5L V8           | 98    |
| 42  | S 5.0  | 6  | Louis Rosier                      | Louis Rosier Juan Manuel Fangio      | Talbot-Lago T26 GS                 | Talbot-Lago 4.5L I6        | 92    |
| 43  | S 5.0  | 22 | Stirling Moss                     | Stirling Moss Jack Fairman           | Jaguar XK-120C                     | Jaguar 3.4L I6             | 92    |
| 44  | S 5.0  | 62 | Henry Leblanc                     | Henry Leblanc Robert Bertrand        | Delahaye 135CS                     | Delahaye 3.6L I6           | 88    |
| 45  | S 1.5  | 43 | George Phillips                   | George Phillips Alan Rippon          | MG TD                              | MG 1.3L I4                 | 80    |
| 46  | S 1.5  | 40 | Equipe Gordini                    | Jose Scaron Aldo Gordini             | Simca-Gordini T15S                 | Gordini 1.5L I4            | 77    |
| 47  | S 8.0  | 3  | Briggs Cunningham                 | Briggs Cunningham George Huntoon     | Cunningham C2-R                    | Chrysler 5.5L V8           | 76    |
| 48  | S 2.0  | 64 | René Bouchard                     | René Bouchard Lucien Farnaud         | Ferrari 166MM Barchetta            | Ferrari 2.0L V12           | 75    |
| 49  | S 5.0  | 23 | Clemente Biondetti Leslie Johnson | Clemente Biondetti Leslie Johnson    | Jaguar XK-120C "Biondetti Special" | Jaguar 3.4L I6             | 50    |
| 50  | S 1.5  | 39 | Equipe Gordini                    | Maurice Trintignant Jean Behra       | Simca-Gordini T15S                 | Gordini 1.5L I4            | 49    |
| 51  | S 1.5  | 41 | Jowett Cars Ltd.                  | Tommy Wisdom Tommy Wise              | Jowett Jupiter R1                  | Jowett 1.5L Flat-4         | 48    |
| 52  | S 750  | 59 | Crosley                           | George Schrafft Phil Stiles          | Crosley Hotshot Sport              | Crosley 0.7L I4            | 40    |
| 53  | S 750  | 49 | Jacques Poch                      | Jacques Poch Maurice Vaselle         | Aero Minor                         | Aero 0.7L I2 (2-Stroke)    | 40    |
| 54  | S 750  | 55 | Satecmo                           | Georges Claude Pierre Clause         | Renault 4CV                        | Renault 0.7L I4            | 38    |
| 55  | S 5.0  | 8  | Eugene Chaboud                    | Eugene Chaboud Lucien Vincent        | Talbot-Lago T26 GS                 | Talbot-Lago 4.5L I6        | 33    |
| 56  | S 5.0  | 16 | Luigi Chinetti                    | Pierre-Louis Dreyfus Louis Chiron    | Ferrari 340 America Barchetta      | Ferrari 4.1L V12           | 29    |
| 57  | S 1.5  | 38 | Equipe Gordini                    | Robert Manzon André Simon            | Simca-Gordini T15S                 | Gordini 1.5L I4            | 26    |
| 58  | S 5.0  | 12 | Ets. Delettrez                    | Jean Delettrez Jacques Delettrez     | Delettrez Diesel                   | Delettrez 4.5L I6 (Diesel) | 24    |
| 59  | S 1.5  | 42 | Jowett Cars Ltd.                  | Bert Hadley Charles Goodacre         | Jowett Jupiter R1                  | Jowett 1.5L Flat-4         | 19    |
| 60  | S 3.0  | 30 | Johnny Claes                      | Jean Larivière André de Guelfi       | Ferrari 212 Export C               | Ferrari 2.6L V12           | 5     |

### Statistika
- Najhitrejši krog - #22 Stirling Moss - 4:46.8
- Razdalja - 3611.193km
- Povprečna hitrost - 150.466km/h

### Dobitniki nagrad
- 17th Biennial Cup - #60 Ets. Monopole
- Index of Performance - #60 Ets. Monopole